# Pailhe

Pailhe is een dorp in de Belgische provincie Luik en een deelgemeente van Clavier. Tot 1 januari 1977 was het een zelfstandige gemeente. In Pailhe ligt ook het dorpje Saint-Fontaine.

## Demografische ontwikkeling
- Bronnen:NIS, Opm:1831 tot en met 1970=volkstellingen, 1976= inwoneraantal op 31 december

## Galerij

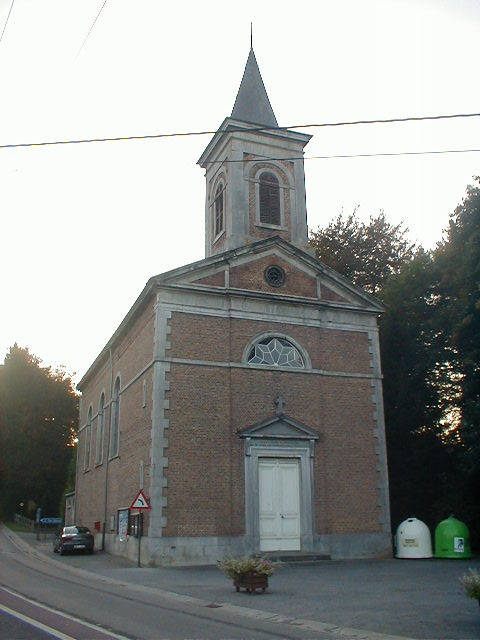
Notre-Dame kerk
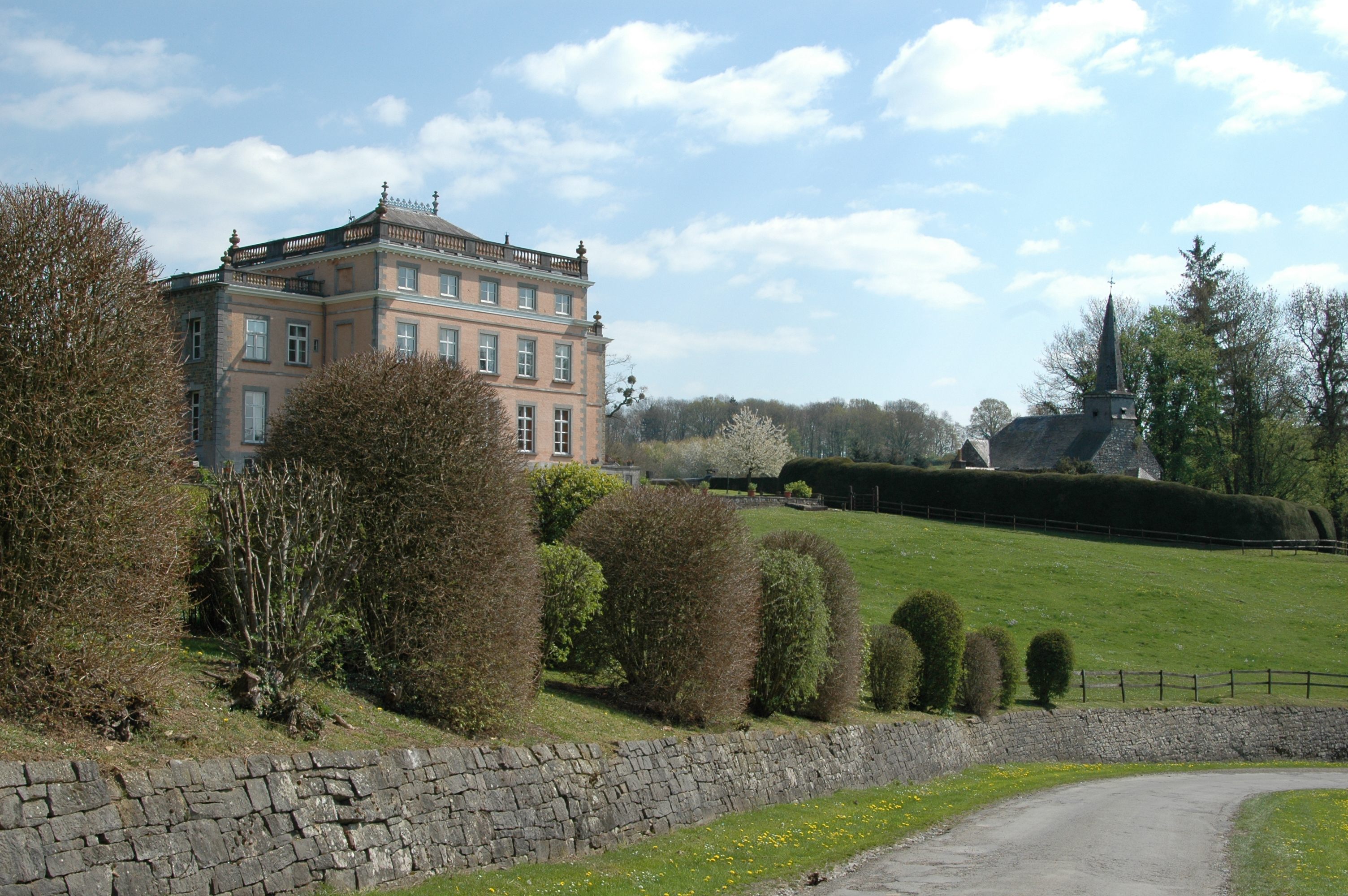
Kasteel en kapel van Saint-Fontaine
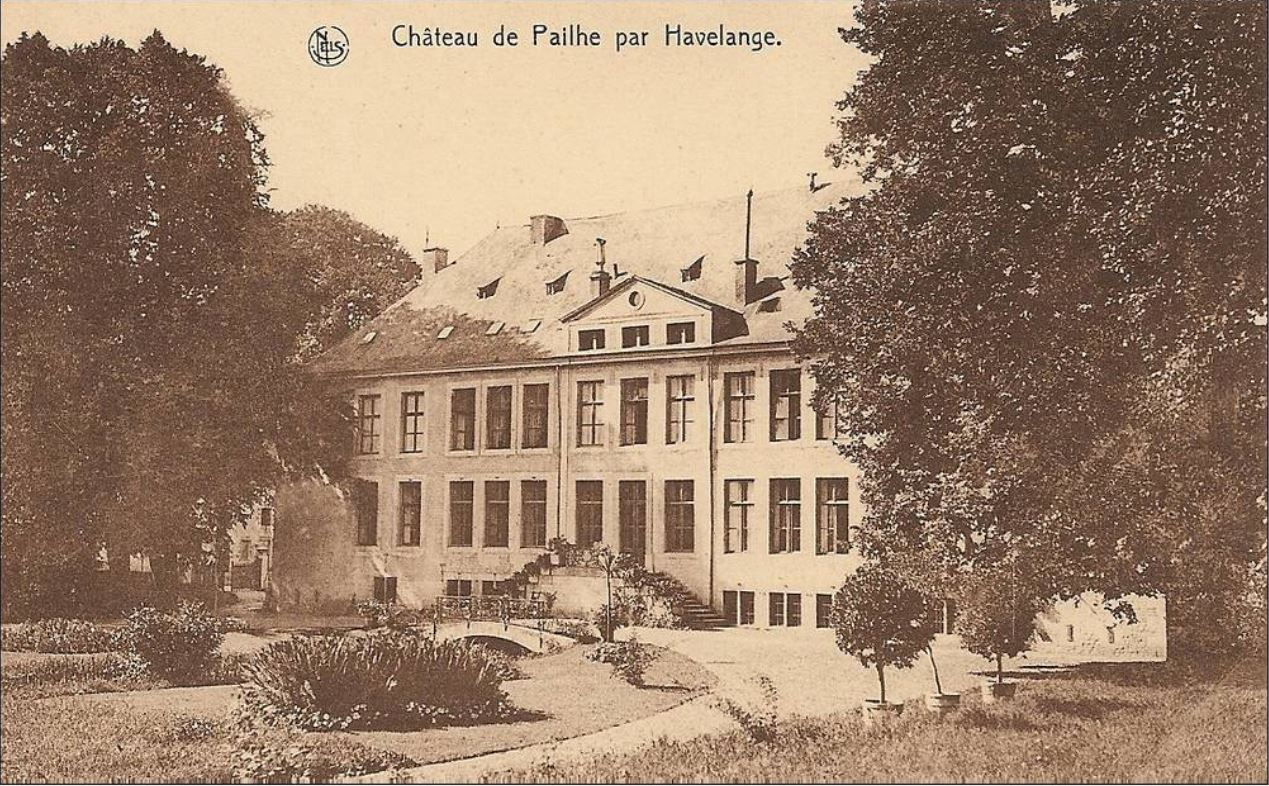
Kasteel van Pailhe

Deelgemeenten: Bois-et-Borsu · Clavier · Les Avins · Ocquier · Pailhe · Terwagne

Overige dorpen en gehuchten: Amas · Atrin · Bois · Borsu · Clavier-Station · Ochain · Odet · Pair · Petit Avin · Saint-Fontaine · Vervoz 

Belgische gemeenten · arrondissement Hoei · provincie Luik · Wallonië